# Boophis baetkei
Espèce
Statut de conservation UICN

 CR B1ab(iii) : 
En danger critique
Boophis baetkei est une espèce d'amphibiens de la famille des Mantellidae.

## Répartition
Cette espèce est endémique du parc national de la Montagne d'Ambre à Madagascar. Elle se rencontre à environ 470 m d'altitude.

## Description
Boophis baetkei mesure environ 30 mm. Son dos est vert translucide avec de petites taches rougeâtres ou violacées. Une ligne longitudinale de couleur rose doré est présente. Son ventre est blanc ; sa gorge est jaunâtre.

## Étymologie
Son nom d'espèce, baetkei, lui a été donné en référence à Claus Bätke, membre de la GTZ et leader dans le programme Tropenökologisches Begleitprogramm, pour son investissement personnel pour le lancement du Biopat.

## Publication originale
- Köhler, Glaw & Vences, 2008 : Two additional treefrogs of the Boophis ulftunni species group (Anura: Mantellidae) discovered in rainforests of northern and south-eastern Madagascar. Zootaxa, no 1814, p. 37-48 (texte intégral).